# Antheia (Thrakien)

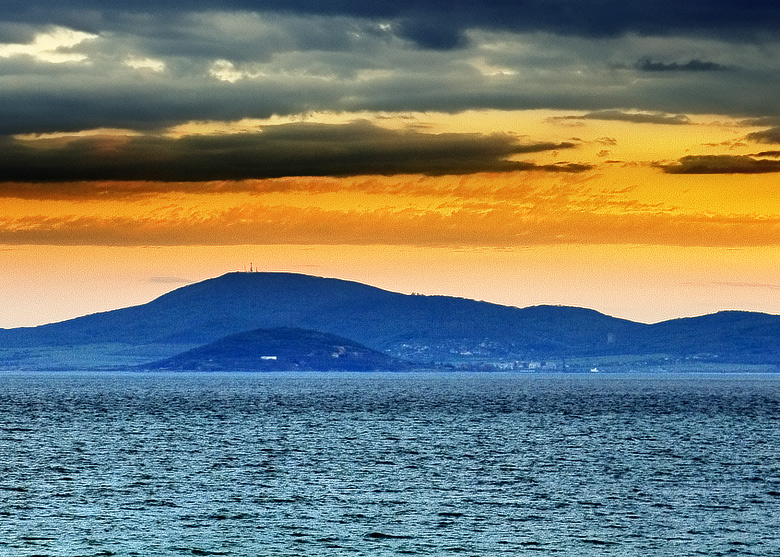
Die Halbinsel Atija und der Berg Bakarlak im Hintergrund vom Meer aus

Lage von Antheia am Südufer der Bucht von Burgas

Antheia (altgriechisch Ἄνθεια) war ein antiker Ort an der westlichen Schwarzmeerküste in der Bucht von Burgas, Bulgarien.

## Lage
Die Siedlung wird auf der Halbinsel Atija (bulgarisch Атия) lokalisiert, die zwischen den heutigen Buchten Wromos und Atija, etwa 2 km nordwestlich des heutigen Tschernomorez liegt. Rund 10 km südöstlich befindet sich Sosopol, das antike Apollonia. Heute befindet sich auf der Halbinsel der NATO-Marinestützpunkt Burgas Naval Base, weswegen sie militärisches Sperrgebiet ist. Unweit davon liegt das Dorf Atija.

## Geschichte
Im Zuge der griechischen Kolonisation des Schwarzen Meeres im späten 7. und frühen 6. Jahrhundert v. Chr. wurde der Ort von Griechen aus Milet und Phokaia gegründet. Alle im Bereich der Siedlung gemachten Funde stammen aus archaischer Zeit, woraus zu schließen ist, dass der Ort bereits früh wieder aufgegeben wurde. Der Ort war anscheinend nur eine Apoikia und erlangte nie den Status einer Polis, er wurde möglicherweise durch Synoikismos mit Apollonia zusammengelegt. Plinius berichtet, dass Antheia im Gebiet der Astiki gelegen habe, dort wo heute Apollonia sei. Die Interpretation dieser Textstelle, Antheia sei ein früherer Name von Apollonia gewesen, beruht auf einem Missverständnis.
Aus Antheia kommt die Statue eines kopflosen archaischen Kouros (um 550–540 v. Chr.) sowie archaische Keramik. 1927 wurde dort ein Hortfund von Pfeilspitzen des 5. Jahrhunderts v. Chr. gemacht, die als prämonetäre Geldform interpretiert werden.
Im Mittelalter war die Halbinsel Athia wieder besiedelt. Auf ihrer höchsten Erhebung befinden sich die spärlichen Reste einer mittelalterlichen Festung.